# Bataille de Tettenhall
La bataille de Tettenhall, parfois appelée bataille de Wednesfield, se déroule le 5 août 910 près de la ville de Wolverhampton, dans les Midlands. Elle oppose les forces du Wessex et de la Mercie à une armée de Vikings northumbriens. Les Anglo-Saxons remportent une victoire nette sur les Vikings, dont les meneurs sont tous tués.
Le récit le plus détaillé de l'affrontement figure dans le Chronicon d'Æthelweard, une traduction latine de la Chronique anglo-saxonne.

## Contexte
Au début du Xe siècle, une bonne partie du nord-est de l'Angleterre est contrôlée par les Danois, notamment l'ancien royaume de Northumbrie, transformé en royaume viking avec Jórvík (York) pour capitale. Le roi du Wessex Alfred le Grand est parvenu à juguler les offensives danoises vers le centre de l'Angleterre, permettant à son fils Édouard de lancer des offensives contre les envahisseurs. En 909, Édouard et son allié, le comte Æthelred de Mercie, entreprennent une campagne de cinq semaines dans l'ancien royaume de Lindsey, durant laquelle ils parviennent notamment à récupérer les reliques de saint Oswald.

## La bataille
Les Vikings cherchent rapidement à se venger de cette expédition. En 910, les rois du Danelaw Eowils et Halfdan, ainsi qu'Ingwær rassemblent une armée et s'enfoncent en plein cœur de la Mercie. Ils ravagent la région jusqu'à l'Avon et amassent une grande quantité de butin, puis remontent vers le Nord, traversent la Severn et se dirigent vers Bridgnorth. Ils croyaient Édouard occupé à rassembler une flotte dans le Kent, mais celui-ci rallie le comte de Mercie et leurs deux armées encerclent les Danois, qui n'ont d'autre choix que d'accepter le combat.
On ignore si Halfdan, Eowils et Ingwær étaient réellement rois de différentes zones de la Northumbrie, ou s'ils n'étaient que des chefs de l'armée viking.
Les manœuvres exactes employées durant la bataille sont mal connues, mais il semble que les alliés ont pris les Vikings au piège et leur ont infligé de lourdes pertes. Selon le Chronicon, « plusieurs milliers d'hommes » sont tués du côté danois. Eowils, Halfdan et Ingwær trouvent tous trois la mort durant l'affrontement. Édouard et Æthelred survivent quant à eux, mais il est possible que le comte de Mercie ait été gravement blessé : on sait qu'il meurt l'année suivante, en 911.

## Conséquences
Ayant soumis les Danois du Nord, les forces du Wessex et de la Mercie peuvent se consacrer entièrement à lutter contre ceux établis plus au sud. Quelques années plus tard, l'Angleterre est unie sous la bannière du Wessex et l'expansion danoise définitivement arrêtée. Toutefois, le vide qu'elle laisse dans le Nord est mis à profit par les Vikings d'Irlande, qui occupent la région.

## Postérité
Le roman historique The Pagan Lord (en) (2013), septième tome des Histoires saxonnes de l'écrivain britannique Bernard Cornwell, présente une version romancée de la bataille de Tettenhall. Elle est reprise dans le quatrième épisode de la quatrième saison de la série télévisée The Last Kingdom (2020), adaptée des romans de Cornwell.